# 太空無垠
《太空無垠》，是一部美國太空歌劇科幻电视剧集，由馬克·費格斯與霍克·奧斯比開發，改編自詹姆斯·S·A·科里（此為筆名，真名是丹尼爾·亞伯拉罕及泰·弗蘭克）的同名科幻小說《蒼穹浩瀚》小說系列。故事讲述二百年后的未来，人类殖民太阳系。由于重力的影响，太阳系的人类逐渐分成了地球人、火星人和小行星带人，三方彼此之间的关系由于资源的争夺而变得紧张。警探喬米勒（湯馬士·珍 飾演）連同船長詹姆斯荷登（史蒂文·斯崔特 飾演）與他的船員一起揭發了一個威脅秩序和平及人類生存的陰謀。
本劇獲得多數影評人的正面評價，強調本劇美麗且壯觀的視覺特效、刻畫完美的角色人物和毛骨悚然的政治敘述。本劇已獲得雨果獎的雨果獎最佳戲劇表現獎，還有提名一項土星獎。
愛爾康娛樂公司負責製作和融資本劇，並將本劇的三季賣給了Syfy，2018年5月Syfy取消本劇。亞馬遜影片後來接手第四季，於2019年12月12日播放。2019年7月27日，亞馬遜續訂第五季，於2020年12月16日播放。在第五季播放前，於2020年11月續訂第六季也是最後一季，在2021年12月10日播放。不過，該系列小說的作者兼編劇丹尼爾·亞伯拉罕和泰·弗蘭克表示，他們認為第六季是「暫停」而不是結束，愛爾康娛樂公司「對這個知識產權非常重視」，愛爾康娛樂公司的安德魯·科索夫和布羅德里克·約翰遜說他們「正在考慮各種有趣的可能性」。

## 劇情

### 故事背景
23世紀的世界裡，物理定律並未有發生本質性的突破，唯一的突破是艾普斯丁發明的核聚變電磁輔助式推進器帶來了太陽系內的經濟航行，真空推進效率提高一兩百倍以上，讓太陽系圈內各行星航行變成數天的短途旅程，人類達到300億人口並開拓了火星、月球、外環碎星帶等居住區。地球及月球統一為地球聯合國（英文：The United Nations），但火星尋求獨立而創建了火星國會共和國（英文：Martian Congressional Republic），利用其科技優勢與地球維持冷戰局面。外環碎星帶由於艱苦荒涼的環境形成了獨立於內行星帶的文化，所以並未建國而是形成一種各派係自立、少數資源充足的大派系領導的聯盟，稱為外環碎星帶聯盟（英文：Outer Planets Alliance，簡稱：OPA）。
地球聯合國人口數量龐大，艦隊規模最大，約是火星艦隊五倍，但火星得益於獨特的全民皆兵政策，經濟、軍事和科技效率更勝一籌，其船艦火力較強而勉強維持平手。火星由於資源、人口弱勢無法與地球直接對抗，在與原殖民主地球對抗的戰爭中勉強維持均衡，因此政治體制高度軍事化，優先利用資源以抗衡地球，而被迫緩慢推進火星地球化進程。外環碎星科技落後且人口稀少，但擁有豐富的礦產資源和廣闊的空間，使地球、火星無暇直接管理，因此多居於無政府自治狀態，外環碎星帶及氣態行星衛星的居民由於沒有軍事武裝，被內行雙星（地球和火星）徵收外環碎星的礦物資源，而自己只得到其中部分薪酬，認為受到內行雙星政權的壓迫，形成一個鬆散的聯盟——外環碎星帶聯盟（OPA），來策劃反抗爭取自主獨立的行動。一百多年來一代代居住於低重力環境的火星和小行星帶居民如今已經較難適應地球的重力和陽光，必須依靠藥物和鍛鍊才能在地球行走，同時人工智能和機器人已經代勞多數工作，地球上的全人類面臨極高的失業率，被迫採行半資本的社會主義，約6千人爭搶一份工作，其餘人依靠分配物資過著底層無意義生活。同時資本家貴族依然存在，世界首富之一朱-皮耶·毛先生擁有上千家子公司涉及各領域，甚至有一支小型私人太空艦隊。

### 第一季
毛先生女兒茱莉失蹤，但希望秘密調查，米勒是穀神星的警探長，獲得此委託後他一直追蹤，發現案情比想像中宏大，一個驚天陰謀正在發生。同時霍爾登是一艘捕冰船船員，且在援救一艘廢棄貨船時遇到隱形戰艦攻擊，補冰船被毀，他帶著剩下的四個死忠船員開著受損船展開宇宙逃亡，險象環生。另一方面外環碎星帶聯盟在第谷空間站展開許多計畫，其指揮官是地球叛逃來的前戰爭英雄約翰遜，似乎背負著許多過往。三人的命運隨著案情發展逐漸交織，共同指向了木衛三發現的一種未知生化物質，可能是外星人存在的證據，又或許外星人的入侵已經暗中開始。

### 第二季
霍爾登一行人奪得了火星新型突擊艦並與米勒一起行動查案，他們千鈞一髮之際逃出愛神星卻發現外星物質被稱為原分子病毒，同時有一股勢力正在研究此病毒加以武器化，然而這些人並不知道自己在玩弄什麼就在愛神星礦場測試施放病毒，殺死了十萬人並發現病毒開始組成結構體，似乎有自身思想。
之後發現真相是毛先生旗下科學家先發現了木衛三上的原分子病毒，但似乎它們已經在當地休眠數千年，之後毛展開研究將其武器化意圖同時賣給火星地球雙方軍隊而牟利，地球聯合國副秘書長艾倫懷涉案其中與其勾結。但毛卻意外讓自己叛逆的女兒茱莉捲入，她已經在逃家過程中於愛神星被原分子病毒感染且成為核心母體宿主，同時愛神星已被病毒徹底佔領成為建造某東西的材料而改造，最終成為一枚星際飛彈正飛向地球，而聯合國主戰派認為那是火星製造的新武器。霍爾登前往意圖爆破愛神星碼頭讓人無法再進入尋寶，同時拉攏第谷空間站的約翰遜徵用了摩門教徒意圖航向另一行星打造的巨大殖民船挪弗號，意圖用它撞擊愛神星將它撞入太陽軌道燒毀。然而外星病毒已經將該小行星改造成如同星艦一般可以任意航行，輕易避開所有攻擊甚至改寫物理定律，最後連地球發射的數百枚核彈都失效未能擊中，地球即將大滅絕。
因為爆破行動差錯而滯留愛神星的米勒此時認為必須找到事件真相才能拯救地球，所有武力強攻手段都是徒勞。他往礦場底層前進，回到事件起點——茱莉所死亡的旅館房間，發現她與病毒已經融合一體，病毒正依照她想回家的念頭才衝向地球。米勒最終犧牲自己一同感染，與茱莉融合相伴說服她前往金星，地球躲過一劫。
主戰的聯合國副秘書長艾倫懷依然未說實話，為了隱瞞自己罪證，所以將局勢導向地球和火星開戰，同時主和的另一副秘書長艾娃薩拉在朝堂上失利未能阻止，但決定私下繼續調查，與霍爾登一行人有相同的目標而走近。他們發現毛先生的另一計畫是變種人計畫，有一種基因缺陷疾病的兒童與外星病毒有契合現象，能打造成戰鬥力強又能隨時痊癒傷口的狂戰士，唯一缺點是無法指揮溝通，只能投放到敵方城市做屠殺武器。木衛三農場被選為變種人測試場給地球火星雙方軍事高層觀賞屠殺效果，一支聯合國軍隊和一支火星軍隊全被殺光，許多農民也喪命。火星陸戰隊女士官長德雷珀唯一倖存但在朦朧之間看到了混種人，她也開始懷疑事件真相，但高層派來的上校要她說謊，並前往地球作證以幫助實現停戰協定，最終她暴力逼問上校才得知真相，並因此投靠聯合國尋求政治庇護。

### 第三季
三國高層都發現了外星病毒的軍事潛力而各懷鬼胎，一系列事件後各自取得了樣本展開研究，達成恐怖平衡。主和派副秘書長艾娃薩拉動用權力開始打擊毛先生旗下公司並收押他的家屬，意圖逼他現身，後來也果然奏效。雙方相約在毛的太空遊輪見面，叛逃的火星陸戰隊女士官長德雷珀同行，然而主戰派副秘書長艾倫懷決定先下手為強，將她誣陷成才是與毛勾結的壞人並命令聯合國一艘戰艦追殺他們，此時太陽系已經一片戰火，火星地球雙方艦隊處處交戰，而且各方都已經取得病毒，霍爾登灰心喪志決定開著搶來的突擊艦歸隱躲藏，卻收到艾娃薩拉求救信號前往營救，再次捲入事件。
此時昏庸的聯合國秘書長聽信讒言決定先一步進攻火星的戰略導彈發射平台，卻不料中途出錯導致一枚核彈成漏網之魚擊中南美洲，約200萬人死亡。兩軍在太陽系各處戰場展開宏大的星際戰爭。
艾娃薩拉一行人在驚險逃出遊輪時備份了艾倫懷的通敵錄音，登上霍爾登船後她主張這是唯一改變局面方法，霍爾登終究放不下救世情懷而決定實行計畫。最終他們成功散佈了錄音，聯合國旗艦艦長叛變，火星也停火追查事件，霍爾登也前往木衛一攻擊了毛的變種人實驗室救出剩下兒童。副秘書長艾倫怀大勢已去，與毛先生一起下獄，聯合國秘書長也因此引咎辭職。
但此時金星上一巨大結構體完工飛向太空，墜毀的外星病毒利用金星更大量的物質終於完成其使命，成為一個環狀大門物體，三國停戰後組成聯合同盟艦隊前往調查。發現環內世界是一球型空間且物理定律完全由外星病毒控制，空間中央是一球狀小星體似乎是主控所在。多艘船艦闖入環內世界後發現任何物體超過一定速限就會被膠狀物定住，所有太空船隻能慢速前進。火星艦隊意圖逮捕霍爾登，認為他是關鍵，但霍爾登表示他只是腦中開始接收到米勒的心電感應而照著行動，米勒似乎還活在某處。但爭執中一火星戰隊長在中央球狀體內丟出手榴彈，此時突然速限變得更低，眾多船艦被緊急煞停，造成大量船內人員撞擊死傷。外環碎星帶的挪弗號由於艦長卡米娜受傷，由前海盜的副艦長阿什福特掌權，他認為外星人是有敵意的作戰，意圖用不受速限的雷射砲反擊。
而霍爾登收到米勒的心電感應稱這一切只是自動的防禦機制，若有人在球型空間發射更大威力武器，則防禦機制將徹底認為眾人是威脅而消滅所有船隻，脫身辦法是所有船隻關閉反應爐，處於無能量狀態，以證明自己無威脅，那防禦機制也會解除。驚險的戰鬥後眾人制服阿什福特並關閉挪弗號反應爐，各艦也紛紛照辦。原來外星病毒是一種自組建造物質的生化機械，被送往遠處建造星門，球型空間則類似每個星門的玄關，內有物理定律型防禦機制避免有人意圖破壞。由于最终善意表达，環內空間的速限解除，數千個通往遠方星系的星門也展現在眾人面前。

### 第四季
星門時代到來，三國停戰結為同盟共管太陽系和星門。但內部各有一些勢力心存懷疑，眾人都迫不及待探索星門外數千星系取得新財富，第四季故事在四條分立的主線上進行。
聯合國由艾娃薩拉擔任秘書長，一時眾望所歸，但她對探索外星採謹慎態度與華裔內政部長高楠西相反，高楠西因此決定出馬競選下屆秘書長奪取政權，她主張解決超高失業率的關鍵在於大舉探索開拓外星世界，一時間民調緩步上升。艾娃薩拉陷入苦戰，她將在地球政局上合眾連橫，試圖保住職位，但最終失利，從秘書長職位退下。
陸戰隊女士官長德雷珀回到火星雖被免除罪名，但依然被高層污名化成叛徒，只能在拆船廠當工人糊口。同時戰爭結束後火星共和國軍國主義陷入危機，大量軍人被裁撤加入失業行列。火星先進的艦隊為了削減維持資源而被拆解，船上眾高科技產品被船廠主管勾結黑道轉賣，而德雷珀自己的姪子也被誘使加入販毒行列。火星瀰漫著毫無目標、自尋生路的虛無心態，德雷珀也逐漸動搖滑落。在黑道交易中，德雷珀發現似乎有火星高層官員與外環碎星帶的人同謀，決定改變現狀，接受艾娃薩拉的行動邀請，但此時艾娃薩拉剛剛退位，暗嘆不是時候。
有不少外環碎星帶的移民船闖過星門走向新世界。一支小隊在名為伊拉斯的異世界行星降落，發現當地富含鋰礦足以致富，同時地球一家持特許狀的礦業公司也派出調查隊前往，碎星民將其視為奪取他們土地的資本強盜，雙方在新世界為礦產和土地所有權勾心鬥角。霍爾登被聯合國聘請前往當地調停並調查星球上怪異遺跡的真相，此時米勒的心電感應又傳來，告訴他這星球與外星病毒的創立種族滅亡真相有關，病毒也執意要他調查，一行人在伊拉斯面對了一場怪異至極的經歷。
外環碎星帶OPA所屬的麥地那空間站（那弗艦改造）由於其龐大體積能夠產生人工旋轉重力，於是和一些附屬船隊被三國共同任命擔當星門看守。艦長卡米娜和阿什福特關係略有改善，兩人一起勉力維持著和平協定，對抗OPA內懷疑論的派系。此時一個失蹤很久的著名海盜馬克·伊納羅斯出現，開始恐襲式屠殺地球的平民船隻，其意圖怪異似乎背後有一個組織化陰謀在策畫某事件。兩人決定追查真相，維持星門秩序。傳奇艦長阿什福特在最終一次針對伊納羅斯的登艦突擊失敗後，被馬克流放至太空。

### 第五季
第五季開端圍繞著OPA極端派馬克·伊納羅斯的恐襲陰謀展開；羅興南特號上霍爾登一行人則又一次因故分散在太陽系各地。
聯合國高楠西政府上任後，履行承諾調用資金全力推動地球向星門外殖民活動，卻降低了內行星帶的安保工作的優先度；火星共和國此時則因為冷戰結束而處於經濟和就業低點。另一方面，外環碎星帶得益於星門帶動下快速增長的商業、殖民、運輸、零工和私掠活動需求而蒸蒸日上。
德雷珀在失去實權的艾娃薩拉指示下，暗中調查火星軍工科技產品流失链，在無意中牽連入羅興南特駕駛員阿歷克斯和一名火星高層海軍上將，並確認有最高機密級別的隱形材料流入OPA恐怖分子手中。納奧米試圖與她與伊納羅斯的兒子菲利普和好，卻反被其劫持。在艾娃薩拉多次預警聯合國政府無效後，馬克·伊納羅斯成功投射隱形材料塗層過的鐵鎳小行星，繞過地球偵測陣列對地球實施先發製人打擊。

### 第六季
第六季共有六集，於2021年12月10日首播。

## 演員和角色

### 主要演員
- 湯馬士·珍 飾 Josephus "Joe" Aloisus Miller（主要，第1季–第2季；特別客串，第3季–第4季）
- 史蒂文·斯崔特 飾 James "Jim" Holden
- 凱斯·安凡 飾 Alex Kamal（第1季–第5季）
- 多明妮克·蒂珀 飾 Naomi Nagata
- 韋斯·查塔姆 飾 Amos Burton
- 保羅·卡斯坦佐 飾 Shed Garvey（第1季）
- 佛羅倫斯·費佛瑞 飾 Julie Mao，化名Lionel Polanski（主要，第1季–第2季；特別客串，第3季）
- 孝恩·杜爾尼（英语：Shawn Doyle） 飾 Sadavir Errinwright（第1季–第3季）
- 索瑞·安達斯魯 飾 Chrisjen Avasarala
- 法蘭基·亞當斯 飾 Bobbie Draper（第2季–第6季）
- 卡拉·吉 飾 Camina Drummer（常設，第2季–第3季；主要，第4季–第6季）
- 納丁·妮可 飾 Clarissa Melpomene Mao，化名Melba Alzbeta Koh（常設，第3季–第4季；主要，第5季–第6季）
- 基翁·亞歷山大 飾 Marco Inaros（常設，第4季；主要，第5季–第6季）
- Jasai Chase Owens 飾 Filip Inaros（客串，第4季；主要，第5季–第6季）

### 常設演員

#### 第1季登場
- 查德·科爾曼 飾 Fred Lucius Johnson（第1季–現在）
- Andrew Rotilio 飾 Diogo Harari（第1季–第3季）
- Martin Roach 飾 Michael Souther（第1季–第3季）
- 弗朗索瓦·周 飾 Jules-Pierre Mao（第1季–第3季）
- 雅典娜·卡坎妮絲（英语：Athena Karkanis） 飾 Tavi Muss（第1季）
- 傑瑞德·哈里斯 飾 Anderson Dawes（第1季–第2季）
- 傑·赫南德茲 飾 Dmitri Havelock（第1季）
- 蘿拉·格勞蒂尼 飾 Shaddid（第1季）
- 凱文·漢查德 飾 Semi（第1季）
- 丹尼爾·凱許（英语：Daniel Kash） 飾 Antony Dresden（第1季–第2季）
- 布萊恩·喬治（英语：Brian George）（第1季–第2季）和Michael Benyaer（英语：Michael Benyaer）（第4季） 飾 Arjun Avasarala
- 葛瑞格·布萊克 飾 K. Lopez（第1季）
- 伊利亞斯·托菲斯 飾 Kenzo Gabriel（第1季）
- 簡恩·尹 飾 Theresa Yao（第1季）

#### 第2季登場
- 尼克·E·塔拉貝 飾 Cotyar Ghazi（第2季–第3季）
- 泰瑞·陳 飾 Praxideke "Prax" Meng（第2季–第3季）
- Leah Jung 飾 Mei Meng（第2季–第3季）
- 泰德·艾瑟頓（英语：Ted Atherton） 飾 Lawrence Strickland（第2季–第3季）
- Jonathan Whittaker 飾 Esteban Sorrento-Gillis（第2季–第3季）
- 文峰 飾 Augusto Nguyễn（第2季–第3季）
- 姆波·可霍（英语：Mpho Koaho） 飾 Richard Travis（第2季）
- Carlos Gonzalez-Vio 飾 Paolo Cortázar（第2季）
- 彼得·奧特布里奇 飾 Martens（第2季）
- 莎拉·阿倫（英语：Sarah Allen） 飾 T. Hillman（第2季）
- Dewshane Williams 飾 L. Sa'id（第2季）
- 康瑞德·皮拉（英语：Conrad Pla） 飾 Janus（第2季）
- 泰德·惠托爾（英语：Ted Whittall） 飾 Michael Iturbi（第2季）
- 休·狄龍 飾 Sutton（第2季）
- 傑夫·西摩（英语：Jeff Seymour） 飾 Pyotr Korshunov（第2季）
- 拉克爾·克勞佛（英语：Rachael Crawford） 飾 J. Peñano（第2季）

#### 第3季登場
- 大衛·史崔森 飾 Klaes Ashford（第3季–第4季）
- 伊麗莎白·蜜雪兒（英语：Elizabeth Mitchell） 飾 Anna Volovodov（第3季）
- Brock Johnson 飾 Grigori（第3季）
- 安娜·霍普金斯（英语：Anna Hopkins） 飾 Monica Stuart（第3季）
- Jaeden Noel 飾 Katoa Merton（第3季）
- Raven Dauda 飾 Nono Volovodov（第3季）
- Brandon McGibbon 飾 Elio "Cohen" Casti（第3季）
- 阿里·米倫 飾 Stanni Kulp（第3季）
- Paulino Nunes 飾 Hank Cortez（第3季）
- Sabryn Rock 飾 Riko Oshi（第3季）
- Hamed Dar 飾 Jed Trepp（第3季）

#### 第4季登場
- 伯恩·戈曼 飾 Adolphus Murtry（第4季）
- 琳迪·格林伍德（英语：Lyndie Greenwood） 飾 Elvi Okoye（第4季）
- Rosa Gilmore 飾 Lucia Mazur（第4季）
- 傑斯·薩爾格羅（英语：Jess Salgueiro） 飾 Chandra Wei（第4季）
- 高莉莉 飾 Nancy Gao（第4季–現在）
- 保羅·舒茲（英语：Paul Schulze） 飾 Esai Martin（第4季）

| Thomas Jane | Steven Strait | Dominique Tipper | Cas Anvar | Shohreh Aghdashloo | Florence Faivre |
| 湯馬士·珍   | 史蒂文·斯崔特 | 多明妮克·蒂珀    | 凱斯·安凡 | 索瑞·安達斯魯      | 佛羅倫斯·費佛瑞 |

## 集數
| 季數 | 集数 | 集数 | 上線日期       | 上線日期       | 上線日期   |
| 季數 | 集数 | 集数 | 首映           | 季终           | 电视网     |
| ---- | ---- | ---- | -------------- | -------------- | ---------- |
| 1    | 10   | 10   | 2015年12月14日 | 2016年2月2日   | Syfy       |
| 2    | 13   | 13   | 2017年2月1日   | 2017年4月19日  | Syfy       |
| 3    | 13   | 13   | 2018年4月11日  | 2018年6月27日  | Syfy       |
| 4    | 10   | 10   | 2019年12月12日 | 2019年12月12日 | 亞馬遜影片 |
| 5    | 10   | 10   | 2020年12月16日 | 2021年2月3日   | 亞馬遜影片 |
| 6    | 6    | 6    | 2021年12月10日 | 2022年1月14日  | 亞馬遜影片 |

### 第一季（2015年–2016年）
| 總集數 | 集數 （季） | 標題                           | 導演          | 編劇                             | 首播日期       | 美國收視人數 （百萬） |
| ------ | ----------- | ------------------------------ | ------------- | -------------------------------- | -------------- | --------------------- |
| 1      | 1           | 夢中情人 Dulcinea              | 泰瑞·麥克多諾 | 馬克·費格斯 & 霍克·奧斯比        | 2015年12月14日 | 1.19                  |
| 2      | 2           | 浩瀚穹蒼 The Big Empty         | 泰瑞·麥克多諾 | 馬克·費格斯 & 霍克·奧斯比        | 2015年12月15日 | 0.854                 |
| 3      | 3           | 勿忘坎特伯里 Remember the Cant | 傑夫·伍爾諾   | 羅賓·維特                        | 2015年12月22日 | 0.676                 |
| 4      | 4           | 近距遭遇戰 CQB                 | 傑夫·伍爾諾   | 納倫·香卡                        | 2015年12月29日 | 0.633                 |
| 5      | 5           | 弗瑞德強森 Back to the Butcher | 羅伯特·利伯曼 | 丹·諾瓦克（Dan Nowak）           | 2016年1月5日   | 0.631                 |
| 6      | 6           | 谷底 Rock Bottom               | 羅伯特·利伯曼 | 傑森·寧（Jason Ning）            | 2016年1月12日  | 0.713                 |
| 7      | 7           | 風車 Windmills                 | 比爾·約翰遜   | 丹尼爾·亞伯拉罕 & 泰·弗蘭克      | 2016年1月19日  | 0.502                 |
| 8      | 8           | 救難 Salvage                   | 比爾·約翰遜   | 羅賓·維特                        | 2016年1月26日  | 0.721                 |
| 9      | 9           | 臨界質量 Critical Mass         | 泰瑞·麥克多諾 | 羅賓·維特 & 丹·諾瓦克；納倫·香卡 | 2016年2月2日   | 0.555                 |
| 10     | 10          | 巨獸甦醒 Leviathan Wakes       | 泰瑞·麥克多諾 | 馬克·費格斯 & 霍克·奧斯比        | 2016年2月2日   | 0.555                 |

1. ↑  第一集於2015年11月23日在網上發佈。[8]
2. 1 2  第三集和第四集在第二集放2015年12月15日播放後在網上發佈。[11]

### 第二季（2017年）
| 總集數 | 集數 （季） | 標題                                    | 導演              | 編劇                                   | 首播日期      | 美國收視人數 （百萬） |
| ------ | ----------- | --------------------------------------- | ----------------- | -------------------------------------- | ------------- | --------------------- |
| 11     | 1           | 安全 Safe                               | 布雷克·艾斯納     | 馬克·費格斯 & 霍克·奧斯比              | 2017年2月1日  | 0.700                 |
| 12     | 2           | 門與角落 Doors & Corners                | 布雷克·艾斯納     | 丹尼爾·亞伯拉罕 & 泰·弗蘭克            | 2017年2月1日  | 0.700                 |
| 13     | 3           | 靜止 Static                             | 傑夫·伍爾諾       | 羅賓·維特                              | 2017年2月8日  | 0.587                 |
| 14     | 4           | 一路順風 Godspeed                       | 傑夫·伍爾諾       | 丹·諾瓦克（Dan Nowak）                 | 2017年2月15日 | 0.534                 |
| 15     | 5           | 家園 Home                               | 大衛·格羅斯曼     | 馬克·費格斯 & 霍克·奧斯比              | 2017年2月22日 | 0.600                 |
| 16     | 6           | 巨變 Paradigm Shift                     | 大衛·格羅斯曼     | 納倫·香卡                              | 2017年3月1日  | 0.625                 |
| 17     | 7           | 第七個人 The Seventh Man                | 肯尼斯·芬克       | 喬治婭·李                              | 2017年3月8日  | 0.451                 |
| 18     | 8           | 柴堆 Pyre                               | 肯尼斯·芬克       | 羅賓·維特                              | 2017年3月15日 | 0.460                 |
| 19     | 9           | 哭泣的夢游者號 The Weeping Somnambulist | 米凱爾·薩洛蒙     | 哈莉·蘭伯特（Hallie Lambert）          | 2017年3月22日 | 0.471                 |
| 20     | 10          | 瀉流效應 Cascade                        | 米凱爾·薩洛蒙     | 丹·諾瓦克                              | 2017年3月29日 | 0.573                 |
| 21     | 11          | 龍潭虎穴 Here There Be Dragons          | 羅伯特·利伯曼     | 喬治婭·李                              | 2017年4月5日  | 0.504                 |
| 22     | 12          | 怪物與火箭 The Monster and the Rocket   | 羅伯特·利伯曼     | 馬克·費格斯 & 霍克·奧斯比              | 2017年4月12日 | 0.515                 |
| 23     | 13          | 卡利班之戰 Caliban's War                | 托爾·弗羅伊登塔爾 | 丹尼爾·亞伯拉罕 & 泰·弗蘭克；納倫·香卡 | 2017年4月19日 | 0.581                 |

### 第三季（2018年）
| 總集數 | 集數 （季） | 標題                         | 導演              | 編劇                                   | 首播日期      | 美國收視人數 （百萬） |
| ------ | ----------- | ---------------------------- | ----------------- | -------------------------------------- | ------------- | --------------------- |
| 24     | 1           | 是戰是逃 Fight or Flight     | 布雷克·艾斯納     | 馬克·費格斯 & 霍克·奧斯比              | 2018年4月11日 | 0.653                 |
| 25     | 2           | 若且唯若 IFF                 | 布雷克·艾斯納     | 丹尼爾·亞伯拉罕 & 泰·弗蘭克            | 2018年4月18日 | 0.500                 |
| 26     | 3           | 確定毀滅 Assured Destruction | 托爾·弗羅伊登塔爾 | 丹·諾瓦克（Dan Nowak）                 | 2018年4月25日 | 0.553                 |
| 27     | 4           | 重新載入 Reload              | 托爾·弗羅伊登塔爾 | 羅賓·維特                              | 2018年5月2日  | 0.590                 |
| 28     | 5           | 三相點 Triple Point          | 傑夫·伍爾諾       | 喬治婭·李                              | 2018年5月9日  | 0.555                 |
| 29     | 6           | 獻祭 Immolation              | 傑夫·伍爾諾       | 艾倫·迪菲奧雷                          | 2018年5月16日 | 0.609                 |
| 30     | 7           | 作用力 Delta-V               | 肯尼斯·芬克       | 納倫·香卡                              | 2018年5月23日 | 0.625                 |
| 31     | 8           | 伸出援手 It Reaches Out      | 肯尼斯·芬克       | 馬克·費格斯 & 霍克·奧斯比              | 2018年5月30日 | 0.609                 |
| 32     | 9           | 不願妥協 Intransigence       | 大衛·格羅斯曼     | 哈莉·蘭伯特（Hallie Lambert）          | 2018年6月6日  | 0.568                 |
| 33     | 10          | 蒲公英的天空 Dandelion Sky   | 大衛·格羅斯曼     | 喬治婭·李                              | 2018年6月13日 | 0.615                 |
| 34     | 11          | 墜落世界 Fallen World        | 詹妮弗·彭         | 丹·諾瓦克                              | 2018年6月20日 | 0.670                 |
| 35     | 12          | 集會 Congregation            | 詹妮弗·彭         | 丹尼爾·亞伯拉罕 & 泰·弗蘭克            | 2018年6月27日 | 0.730                 |
| 36     | 13          | 亞巴頓之門 Abaddon's Gate    | 西門·塞倫·瓊斯    | 丹尼爾·亞伯拉罕 & 泰·弗蘭克；納倫·香卡 | 2018年6月27日 | 0.606                 |

### 第四季（2019年）
| 總集數 | 集數 （季） | 標題                        | 導演                       | 編劇                                   | 上線日期       |
| ------ | ----------- | --------------------------- | -------------------------- | -------------------------------------- | -------------- |
| 37     | 1           | 新大陸 New Terra            | 布雷克·艾斯納              | 馬克·費格斯 & 霍克·奧斯比              | 2019年12月13日 |
| 38     | 2           | 難民 Jetsam                 | 布雷克·艾斯納              | 勞拉·馬克斯（Laura Marks）             | 2019年12月13日 |
| 39     | 3           | 隱沒 Subduction             | 大衛·佩特拉卡              | 丹·諾瓦克（Dan Nowak）                 | 2019年12月13日 |
| 40     | 4           | 逆行 Retrograde             | 大衛·佩特拉卡              | 馬修·拉斯穆森（Matthew Rasmussen）     | 2019年12月13日 |
| 41     | 5           | 壓迫者 Oppressor            | 傑夫·伍爾諾                | 丹尼爾·亞布拉罕 & 泰·弗蘭克            | 2019年12月13日 |
| 42     | 6           | 位移 Displacement           | 傑夫·伍爾諾                | 哈莉·蘭伯特（Hallie Lambert）          | 2019年12月13日 |
| 43     | 7           | 孤注一擲 A Shot in the Dark | 莎拉·哈丁（Sarah Harding） | 丹·諾瓦克                              | 2019年12月13日 |
| 44     | 8           | 獨眼人 The One-Eyed Man     | 莎拉·哈丁                  | 丹·諾瓦克                              | 2019年12月13日 |
| 45     | 9           | 生命世代 Saeculum           | 布雷克·艾斯納              | 丹尼爾·亞布拉罕 & 泰·弗蘭克            | 2019年12月13日 |
| 46     | 10          | 燃燒的西伯拉 Cibola Burn    | 布雷克·艾斯納              | 丹尼爾·亞布拉罕 & 泰·弗蘭克；納倫·香卡 | 2019年12月13日 |

### 第五季（2020年-2021年）
| 總集數 | 集數 （季） | 標題                     | 導演                      | 編劇                                   | 上線日期       |
| ------ | ----------- | ------------------------ | ------------------------- | -------------------------------------- | -------------- |
| 47     | 1           | 出埃及記 Exodus          | 布雷克·艾斯納             | 納倫·香卡                              | 2020年12月16日 |
| 48     | 2           | 暗湧 Churn               | 布雷克·艾斯納             | 丹尼爾·亞布拉罕 & 泰·弗蘭克            | 2020年12月16日 |
| 49     | 3           | 母亲 Mother              | 托马斯·简                 | 丹·諾瓦克（Dan Nowak）                 | 2020年12月16日 |
| 50     | 4           | 高加米拉 Guagamela       | 尼克·戈麦兹（Nick Gomez） | 丹·諾瓦克（Dan Nowak）                 | 2020年12月23日 |
| 51     | 5           | 逃亡 Down and Out        | TBA                       | Matthew Rasmussen                      | 2020年12月30日 |
| 52     | 6           | 部落 Tribes              | TBA                       | 哈莉·蘭伯特（Hallie Lambert）          | 2021年1月6日   |
| 53     | 7           | 永別 Oyedeng             | Marisol Adler             | 丹·諾瓦克                              | 2021年1月13日  |
| 54     | 8           | 深陷真空 Hard Vacuum     | Marisol Adler             | 丹·諾瓦克                              | 2021年1月20日  |
| 55     | 9           | 温尼珀索基 Winnipesaukee | 布雷克·艾斯納             | 丹尼爾·亞布拉罕 & 泰·弗蘭克；納倫·香卡 | 2021年1月27日  |
| 56     | 10          | 復仇遊戲 Nemesis Games   | 布雷克·艾斯納             | 丹尼爾·亞布拉罕 & 泰·弗蘭克；納倫·香卡 | 2021年2月3日   |

### 第六季（2021年-2022年）
| 總集數 | 集數 （季） | 標題                         | 導演          | 編劇                                   | 首播日期       |
| ------ | ----------- | ---------------------------- | ------------- | -------------------------------------- | -------------- |
| 57     | 1           | 怪犬 Strange Dogs            | 布雷克·艾斯納 | 納倫·香卡                              | 2021年12月10日 |
| 58     | 2           | 蒼藍龍號 Azure Dragon        | 傑夫·伍爾諾   | 丹尼爾·亞布拉罕 & 泰·弗蘭克            | 2021年12月17日 |
| 59     | 3           | 兵力投射 Force Projection    | 傑夫·伍爾諾   | 丹·諾瓦克                              | 2021年12月24日 |
| 60     | 4           | 起疑 Redoubt                 | 安亞·亞當     | 丹·諾瓦克                              | 2021年12月31日 |
| 61     | 5           | 大業 Why We Fight            | 安亞·亞當     | 丹尼爾·亞布拉罕 & 泰·弗蘭克            | 2022年1月7日   |
| 62     | 6           | 巴比倫的殘骸 Babylon's Ashes | 布雷克·艾斯納 | 丹尼爾·亞布拉罕 & 泰·弗蘭克；納倫·香卡 | 2022年1月14日  |

## 製作

### 開發
《太空無垠》是根據詹姆斯·S·A·科里的同名小說系列改編而成，作者姓名是作家丹尼爾·亞伯拉罕和泰·弗蘭克的筆名，他們也是本劇的編劇和監製。第一本小說《利維坦覺醒》（2011年）被提名雨果獎最佳長篇小說獎和軌跡獎最佳科幻小說獎。2014年4月11日，Syfy宣佈小說系列改編成電視劇的承諾，並且預訂了第一季每一小時長的10集。Syfy總裁Dave Howe評論「《太空無垠》會是史詩式規模和範圍，也承諾會是Syfy最野心勃勃的電視劇。」
馬克·費格斯和霍克·奧斯比編寫試播集，由泰瑞·麥克多諾執導，與納倫·香卡擔任共同編劇和節目統籌。愛爾康娛樂和The Sean Daniel Company製作，主要攝影於2014年10月29日在多倫多開始。試播集在2015年7月的聖地牙哥國際漫畫展上播放。
2015年5月，在第一季播出前，已經開始著手編寫第二季，於2015年12月續訂。《太空無垠》第二季在2017年2月1日首播。
2017年3月16日，Syfy續訂《太空無垠》第三季，共有13集，在2018年播出。
本劇的開場標題由澳大利亞工作室Breeder和其VFX團隊製作及指導。

### 被取消和重新續訂
2018年5月，Syfy不購買未來季度的版權，據報導是因為限制性發行安排的問題，而且宣布本劇被取消。愛爾康娛樂計劃尋找其他頻道來發行未來的季度。
粉絲們對這次取消事件提出抗議，在一個網上請願書上收集了超過10萬個簽名。他們遊說亞馬遜工作室和Netflix購買本劇；眾籌支付了一架掛有「#SaveTheExpanse」橫幅的飛機在亞馬遜工作室附近飛行。一些名人包括威爾·惠頓、喬治·R·R·馬丁、派頓·奧斯瓦特和Andreas Mogensen都支持這次活動。5月26日，在國際太空發展大會上，傑佛瑞·貝佐斯宣布亞馬遜已經正式買了本劇的另外季度。

### 音樂
本劇的音樂由柯林頓·沙特作曲。完整原聲帶名為《太空無垠：第一季 - 電視原聲帶》（The Expanse Season 1 - The Original Television Soundtrack），由19首曲目組成，於2016年5月20日由Lakeshore Records公司通過iTunes發行，而2016年5月26日通過Amazon發行。

## 反響

### 榮譽
| 年份 | 獎項             | 種類                   | 受領者和被提名者                                                          | 結果 | 參考   |
| ---- | ---------------- | ---------------------- | ------------------------------------------------------------------------- | ---- | ------ |
| 2016 | 視覺效果協會獎   | 逼真集數傑出視覺效果獎 | Robert Munroe、Clint Green、Kyle Menzies、Tom Turnbull（集數："Salvage"） | 提名 | [ 56 ] |
| 2017 | 加拿大導演協會獎 | 戲劇系列傑出導演成就獎 | Robert Lieberman（集數："Rock Bottom"）                                   | 提名 | [ 57 ] |
| 2017 | 飛龍獎           | 最佳科幻或奇幻電視劇獎 | 太空無垠                                                                  | 提名 | [ 58 ] |
| 2017 | 雨果獎           | 雨果獎最佳戲劇表現獎   | 馬克·費格斯、霍克·奧斯比 及 泰瑞·麥克多諾（集數："Leviathan Wakes"）      | 獲獎 | [ 59 ] |
| 2017 | 土星獎           | 最佳科幻電視劇獎       | 太空無垠                                                                  | 提名 | [ 60 ] |
| 2018 | 土星獎           | 最佳科幻電視劇獎       | 太空無垠                                                                  | 待定 |        |

## 廣播
在美國，劇集於Syfy上播放，並於Amazon Prime上以串流廣播。在加拿大，劇集在SPACE上播放。在新西蘭，劇集在Sky上播放。在所有其他國家，則可在Netflix上播放。
由于有别于第四季一次性放出的政策，第五季在亚马逊Prime Video上受到一些非议。有观众认为这是掠夺性订价起效后亚马逊垄断市场，寻求订阅费的表现。